# 国鉄2940形蒸気機関車

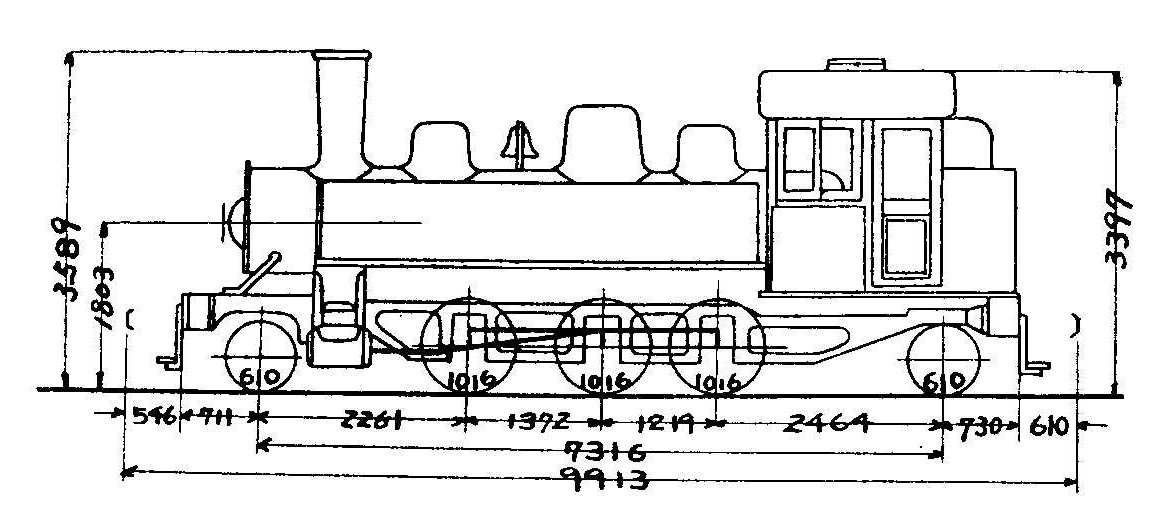
形式図

2940形は、かつて日本国有鉄道の前身である鉄道省に在籍した、タンク式蒸気機関車である。

## 概要
もとは樺太庁鉄道が、1919年（大正8年）にアメリカ合衆国のアメリカン・ロコモティブ（クック工場）から7両（製造番号58774 - 58777, 58785, 58811, 58812）を輸入した、車軸配置2-6-2(1C1)、2気筒単式の飽和式蒸気機関車である。当初の形式は2形（2 - 8）と称したが、1922年（大正11年）6月16日付けで3100形（3100 - 3106）に改称された。この時点で、鉄道省払い下げの同車軸配置であった3000形が存在したため、それに次ぐ位置に形式付与されたものである。なお、本土の国有鉄道にも同名の3100形が存在したが、本形式との関連は全くない。
その後、1943年（昭和18年）の南樺太の内地化にともなう鉄道省への移管により、2940形（2940 - 2946）に改められた。
形態的には、アメリカ古典機スタイルで、ボールドウィン・ロコモティブ・ワークス製の2920形に似るが、シリンダ直径と動輪直径が小さく、固定軸距が短いため、軽快な印象であった。また、運転室の屋根は、単純な曲線ではなく、頂部が平らになっていた。
配置は、西海岸線（後の樺太西線）の真岡で、その後豊原に転属して入換用に使用、3106は東海岸北部の施設部恵須取出張所に転属し、建設用として使用された。1945年（昭和20年）の敗戦までは、7両すべてが健在であったのが確認されているが、樺太を占領したソビエト連邦に接収され、その後の消息は明らかでない。

## 主要諸元
- 全長：9,913mm
- 全高：3,589mm
- 全幅：2,794mm
- 軌間：1,067mm
- 車軸配置：2-6-2(1C1)
- 動輪直径：1,016mm
- 弁装置：スチーブンソン式アメリカ型
- シリンダー（直径×行程）：356mm×559mm
- ボイラー圧力：12.6kg/cm2
- 火格子面積：1.32m2
- 全伝熱面積：74.7m2
  - 煙管蒸発伝熱面積：69.7m2
  - 火室蒸発伝熱面積：5.0m2
- 小煙管（直径×長サ×数）：51mm×4,139mm×106本
- 機関車運転整備重量：40.64t
- 機関車空車重量：29.87t
- 機関車動輪上重量（運転整備時）：30.82t
- 機関車動輪軸重（各軸平均）：10.16t
- 水タンク容量：4.7m3
- 燃料積載量：1.43t
- 機関車性能
  - シリンダ引張力：7120kg